# Parajulis
 Parajulis  es un género de peces de la familia de los Labridae y del orden de los Perciformes.

## Especies
De acuerdo con FishBase:
- Parajulis poecilepterus (Temminck y Schlegel, 1845) [3]